# 奧林匹克運動會荷屬安地列斯代表團
荷屬安地列斯於1952年首次參加奧運，從此大多數的奧運賽事都有派員參賽。國家支持1956年夏季奧運會荷蘭的抵制並且還加入了1980年夏季奧運會的美國領導的抵制行動。荷屬安地列斯曾兩次參加冬季奧運。

## 歷史

### 解體
2010年荷属安的列斯解体后，国际奥委会执委会在2011年7月举行的123次全体会议上撤销了荷屬安地列斯奥委会的成员资格。不过，国际奥委会同意荷屬安地列斯运动员作为独立参赛者参加伦敦奥运会。2012年的奧運會之後，這些原屬荷屬安地列斯的運動員可以選擇代表阿魯巴或荷蘭繼續參與國際賽事。

## 獎牌榜

### 賽事
| Games      | 金牌 | 銀牌 | 銅牌 | 合計 |
| 1988年漢城 | 0    | 1    | 0    | 1    |
| 總計       | 0    | 1    | 0    | 1    |

### 項目
| Sport | 金牌 | 銀牌 | 銅牌 | 合計 | Rank |
| 帆船  | 0    | 1    | 0    | 1    | 38   |
| 總計  | 0    | 1    | 0    | 1    | 127  |

## 包含實體
- 阿鲁巴 (直到1986年)
- 荷屬聖馬丁

## 註解
1. ↑  . IOC.   [11 July 2011]. （原始内容存档于2014-06-06）.